# Diocesi di Vibo Valentia
La diocesi di Vibo Valentia (o Vibona) (in latino Dioecesis Vibonensis) è una sede soppressa e sede titolare della Chiesa cattolica.

## Storia
Secondo una tradizione leggendaria, la comunità cristiana di Vibona, nome con cui la città di Vibo Valentia era conosciuta dopo la caduta dell'impero romano, sarebbe stata fondata in seguito alla predicazione dell'apostolo Pietro.
Ancora la tradizione, ripresa da Ferdinando Ughelli nella sua Italia sacra, menziona come primo vescovo noto di Vibona Romano (erroneamente chiamato Somano), che prese parte al concilio di Calcedonia del 451; in realtà questo vescovo non era di Vibona, ma apparteneva alla diocesi di Bubon nella provincia della Licia.
Il primo vescovo certo di Vibona è Giovanni, documentato in diverse occasioni sul finire del V secolo. La prima menzione viene da una lettera di papa Gelasio I (492-496), non datata con certezza, scritta al vescovo Giovanni di Vibona per regolare definitivamente il caso del cristiano Felice, sottoposto a giudizio. Lo stesso Giovanni prese parte al concilio romano indetto da papa Simmaco il 1º marzo 499 per stabilire norme precise per l'elezione dei vescovi di Roma. Inoltre esistono altre quattro lettere di Gelasio I scritte ad un vescovo Giovanni, ma senza indicazione della sede di appartenenza, che potrebbe essere identificato con il vescovo di Vibona, ma anche con l'omonimo vescovo di Thurio. In una di queste lettere, Giovanni è incaricato di visitare la chiesa di Squillace, dove in poco tempo erano stati assassinati due vescovi e un usurpatore ne aveva occupata la sede.
Un secondo vescovo di Vibona è noto dall'epistolario di papa Pelagio I (556-561). In una lettera di febbraio 559, il pontefice loda l'operato del vescovo Rufino, episcopus Viuonensis, che ha deposto dalla sua carica un sacerdote che in un eccesso d'ira aveva cavato l'occhio di un diacono; Pelagio raccomanda Rufino di rinchiudere il colpevole in un monastero, e di non promuovere al sacerdozio un diacono cieco in un occhio.
L'epistolario di Gregorio Magno (590-604) ci porta a conoscenza di altri due vescovi di Vibona. Il primo è Rufino, che alcuni autori identificano con l'omonimo dell'epistolario pelagiano. Nel 594, Rufino, assieme a Secondino vescovo di Taormina, è incaricato da Massimiano di Siracusa (morto tra agosto e novembre), di verificare il testamento lasciato da Dolcino vescovo di Locri, contestato dal clero della città. Nel giugno 596 Rufino è incaricato da Gregorio Magno di scegliere tra il clero della massa Nicoterana (nella diocesi di Nicotera) un sacerdote degno di sostituire temporaneamente il vescovo, all'epoca penitente per certe sue mancanze e trattenuto a Roma. Infine in una lettera datata tra novembre e dicembre 598 e scritta a Secondino di Taormina, il pontefice menziona il vescovo Rufino, come deceduto da poco.
Il secondo vescovo di Vibona documentato dall'epistolario gregoriano è Venerio. In una lettera scritta tra febbraio e aprile 599, Venerio è incaricato dal pontefice di mettere a disposizione del suddiacono Sabino, rettore del patrimonio di San Pietro nel Bruzio, tutto il necessario per trasportare fino al mare i tronchi d'albero, che servono a Roma per le basiliche di San Pietro e di San Paolo. Nell'aprile 599, Venerio è incaricato da papa Gregorio, assieme a Paolino di Tauriana, Proculo di Nicotera, Palumbo di Cosenza e Marciano di Locri, di dirimere una lite sorta tra il vescovo di Reggio e il suo clero. Infine nel mese di gennaio del 603, Venerio, assieme ad altri due vescovi, è nominato visitatore apostolico di una delle diocesi della regione rimasta vacante, ossia le sedi di Tauriana, di Thurio e di Cosenza.
Nel VII secolo, le fonti letterarie hanno trasmesso i nomi di altri due vescovi di Vibona: Papiano (o Papiniano), il quale partecipò a Roma, insieme ad altri presuli bruzi, al concilio lateranense voluto da papa Martino I nel 649 per condannare l'eresia monotelita; e Crescente (o Oreste), che prese parte al concilio lateranense del 679, dove fu decisa la reintegrazione di Vilfrido di York sulla sua sede, e a quello romano dell'anno successivo contro il monotelismo.
Gli epistolari pontifici e la partecipazione ai sinodi romani evidenziano l'appartenenza dei vescovi dell'Italia meridionale al patriarcato di Roma. La lotta iconoclasta, che vide contrapposti tra loro gli imperatori bizantini e i vescovi di Roma, portò ad un cambiamento significativo nelle relazioni tra Oriente ed Occidente cristiano, e soprattutto alla sottrazione delle Chiese presenti nei domini bizantini dell'Italia meridionale al patriarcato di Roma e la loro soggezione al patriarcato di Costantinopoli. Questa operazione si effettuò nella prima metà dell'VIII secolo durante l'impero di Leone III Isaurico.
La diocesi di Vibona è menzionata in diverse Notitiae Episcopatuum del patriarcato di Costantinopoli dal IX al XII secolo, al primo posto tra le suffraganee dell'arcidiocesi di Reggio. «È probabile che essa abbia subito un momento di grave crisi, peraltro non documentata dalle fonti, in concomitanza con le invasioni arabe che, soprattutto dalla fine del X secolo, dovettero toccare anche la città di Vibo». Questo tuttavia non pose fine alla diocesi, ancora documentata nell'XI secolo.
Appartengono al periodo bizantino della storia della diocesi di Vibona tre vescovi greci. Stefano partecipò al concilio di Nicea del 787, assieme ad altri vescovi calabresi e siciliani. Il vescovo Giovanni è noto grazie ad un sigillo episcopale, scritto in greco e databile all'VIII secolo. Un diploma scritto in greco, scoperto assieme a molti altri nel fondo "Messina" dell'archivio Fondación Casa Ducal de Medinaceli di Toledo, e databile alla seconda metà dell'XI secolo (verso il 1080), riporta il nome del vescovo Niceta, probabilmente l'ultimo vescovo di Vibona.
Dopo che la Calabria venne conquistata dai Normanni, il 4 febbraio 1081, con la bolla Supernae miserationis di papa Gregorio VII, la sede vescovile di Vibona fu traslata a Mileto, città fondata da Ruggero I d'Altavilla ed eretta per volontà del sovrano a nuova diocesi. Tradizionalmente, il trasferimento della sede episcopale fu motivato con la decadenza e l'abbandono di Vibona; tuttavia altri atti greci dell'archivio di Toledo, riferibili alla metà dell'XI secolo, mostrano la vitalità della Chiesa vibonese e che le istituzioni ecclesiastiche greche erano ancora attive e intatte in quel periodo. Il vero motivo della soppressione della diocesi di Vibona «est plutôt de neutraliser un évêché grec en le remplaçant par un diocèse latin enclavé en terre hellénisée».
Dal 1968 Vibona è annoverata tra le sedi vescovili titolari della Chiesa cattolica con il nome della città attuale, Vibo Valentia; dal 2 luglio 1996 l'arcivescovo, titolo personale, titolare è Aldo Cavalli, visitatore apostolico a carattere speciale per la parrocchia di Međugorje.

## Cronotassi

### Vescovi
- Giovanni I † (prima del 492/496 - dopo il 499)[16]
- Rufino I † (menzionato nel 559)
- Rufino II † (prima di agosto/novembre 594 - prima di novembre/dicembre 598 deceduto)
- Venerio † (prima di febbraio/aprile 599 - dopo gennaio 603)
- Papiano (o Papiniano) † (menzionato nel 649)[16]
- Crescente (o Oreste) † (prima del 679 - dopo il 680)
- Giovanni II † (VIII secolo)
- Stefano † (menzionato nel 787)
- Niceta † (seconda metà dell'XI secolo)

### Vescovi titolari
- Andreas Rohracher † (30 giugno 1969 - 19 novembre 1970 dimesso)
- Luciano Angeloni † (24 dicembre 1970 - 9 maggio 1996 deceduto)
- Aldo Cavalli, dal 2 luglio 1996